# Hāngī

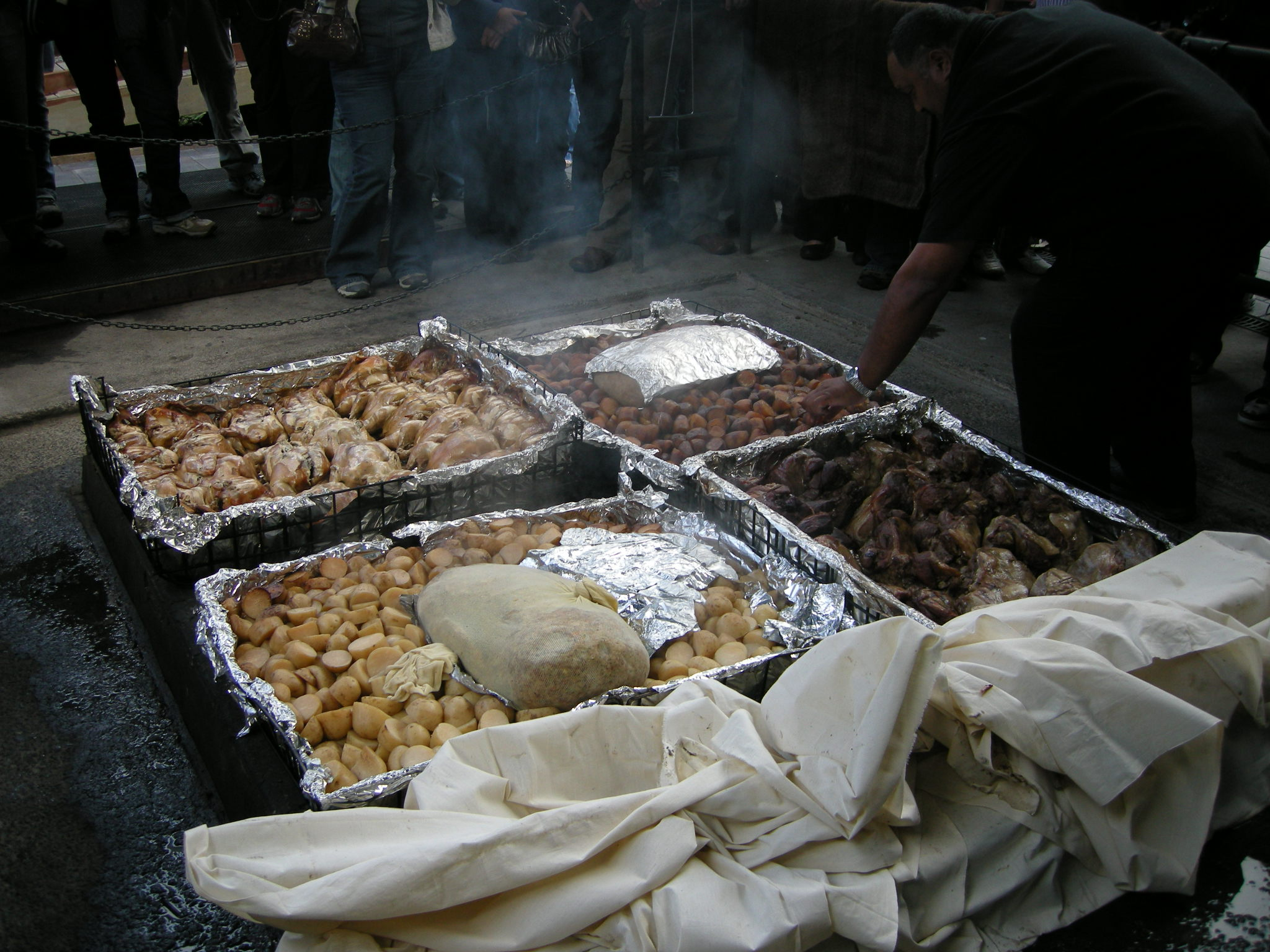
Préparation du Hangi pour des touristes au village Maori Mitai à Rotorua en 2007.

Le hāngi est une méthode traditionnelle néo-zélandaise maorie de cuisson des aliments à l'étouffée dans un four polynésien.

## Procédé
"Poser un hāngī" ou "déposer un hāngī" consiste à creuser le sol pour y aménager un four appelé Umu et faire mijoter la nourriture à l'aide de pierres chauffées et de vapeur. Des gros morceaux de viande sont disposés dans des feuilles ou des sacs de toile de jute, et on les place dans des paniers désormais en fil de fer,. Avant la colonisation, les aliments étaient simplement enveloppés dans des feuilles de lin de Nouvelle-Zélande.

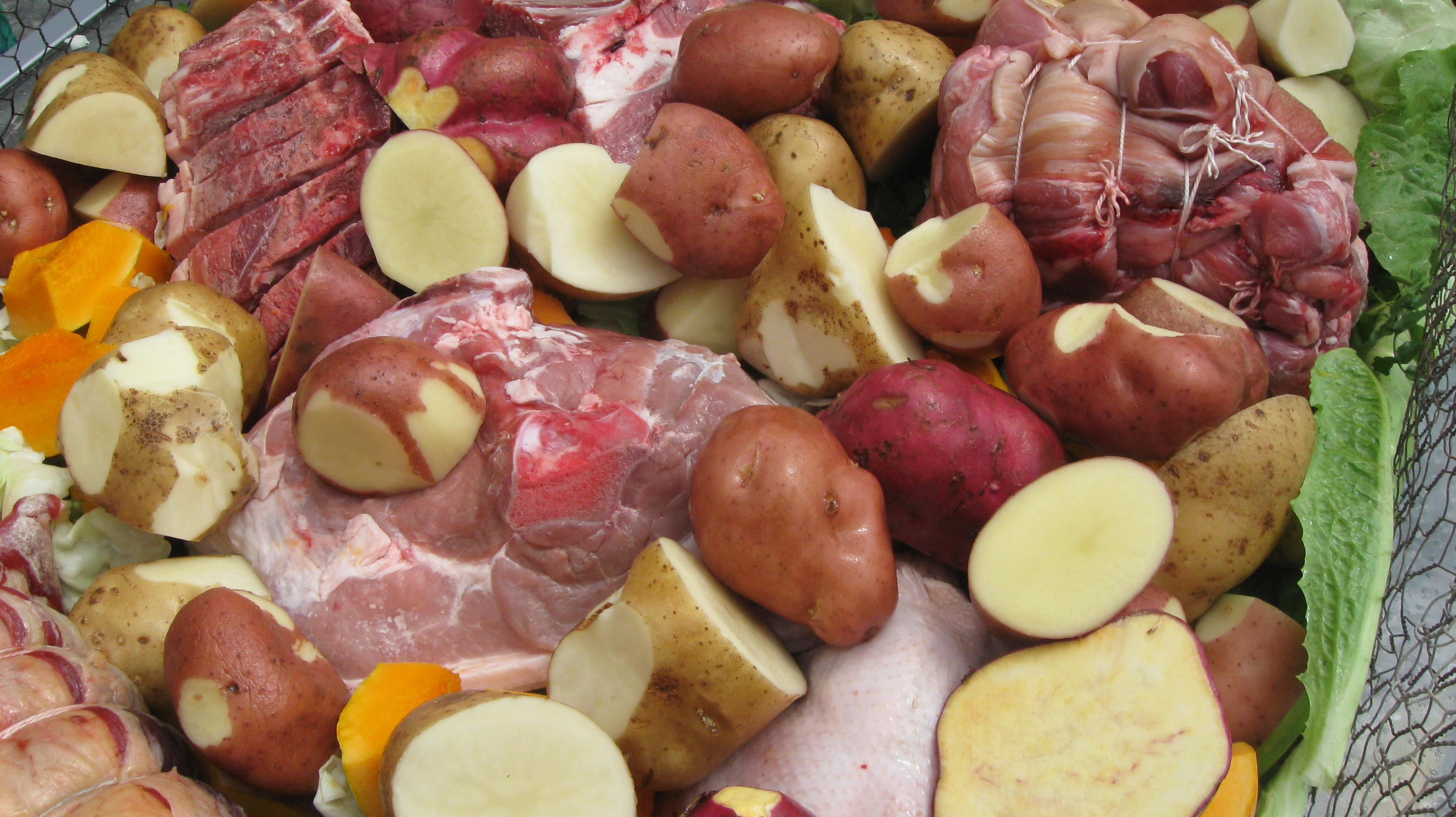
Les ingrédients du Hangi, viande crue et légumes.

Les aliments courants cuits dans un hāngī sont les viandes telles que l'agneau, le porc, le poulet et les fruits de mer (kaimoana), et les légumes tels que la pomme de terre, la patate douce (kūmara), l'igname (oca), la citrouille, la courge, le taro et le chou. Les aliments sont enfouis dans la fosse et sont de nos jours recouverts de draps mouillés.
L'essence des arbres utilisés, Manuka et Kunzea ericoides, joue également un rôle dans la température du hangi. Les bûches sont empilées au-dessus de la fosse avec les roches volcaniques, généralement  de l'andésite ou du basalte, sur le dessus. Les bûches sont allumées et brûlent pendant 3 à 4 heures, chauffant les roches à 600-700 °C. 
La température y atteint des valeurs élevées, comme dans un four à bois, mais, lorsque le hangi est recouvert, toute la vapeur d’eau reste à l’intérieur, comme dans un autocuiseur. Les sucs et les graisses coulent sur les pierres et donnent aux aliments un goût de fumé. Une personne surveille le hāngī pendant qu'il cuisine, recouvrant toute vapeur qui s'échappe avec de la terre.

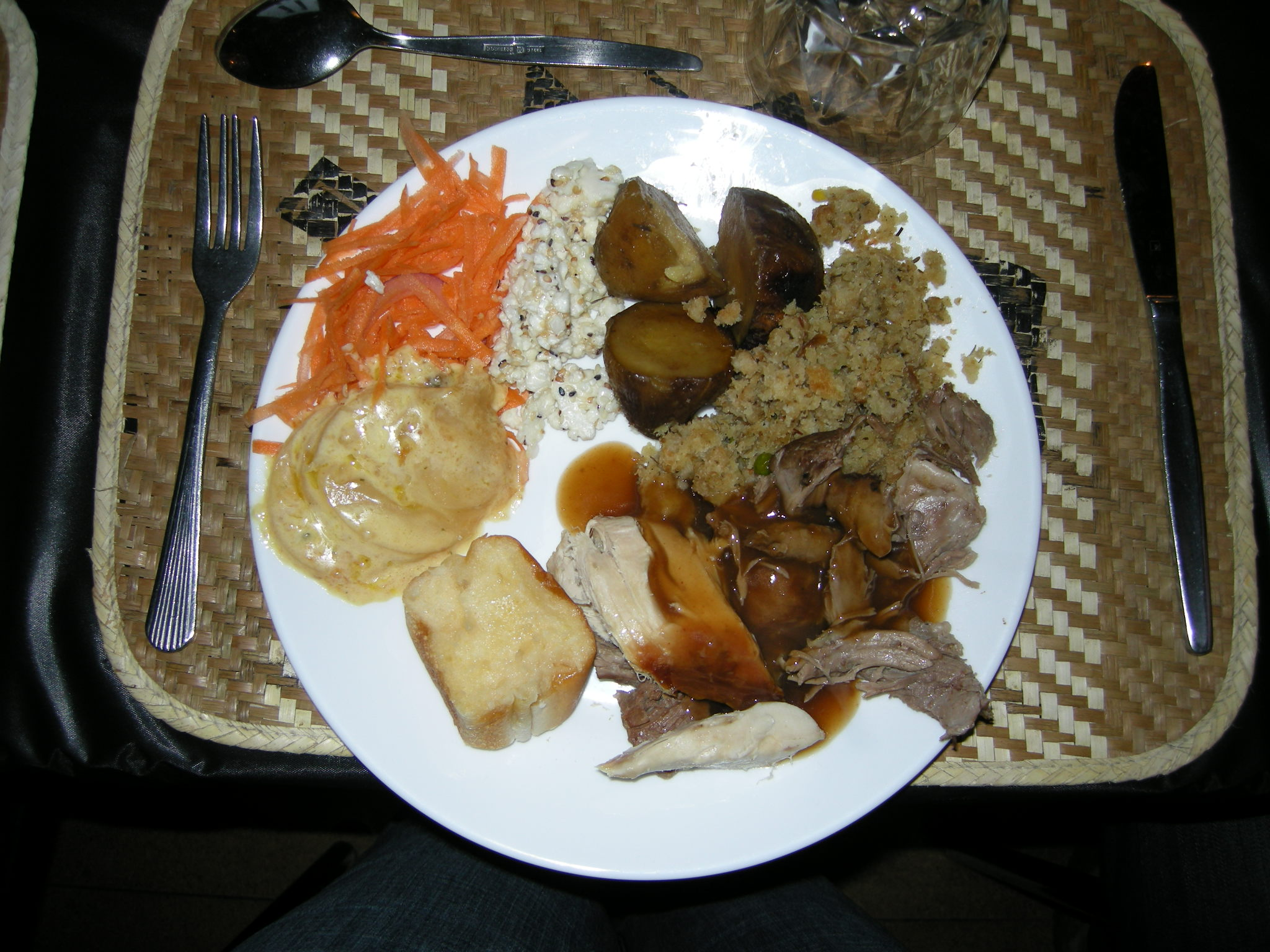
Les ingrédients du Hangi, viande crue et légumes.

## Histoire
Les premiers colons de Nouvelle-Zélande sont des Polynésiens de l'est (îles de la Société, îles Cook, les îles Australes de Polynésie française) qui arrivent probablement entre 1050 et 1350 apr. J.-C., naviguant dans des waka. Les archéologues ont trouvé un nombre important de grandes fosses de cuisson ou umu (four polynésien) sur le site archéologique de Wairau Bar (en)  dans la Baie Cloudy et dans la péninsule côtière d'Otago. Ces fosses de cuisson , aussi appelé Umuti ont été conçues pour cuire des racines de Ti Kouka Cordyline australis ou diverses autres espèces de Cordyline et de la viande. On trouve d'ailleurs également ce procédé dans d'autres îles  de la Polynésie comme à Tahiti (voir photo)

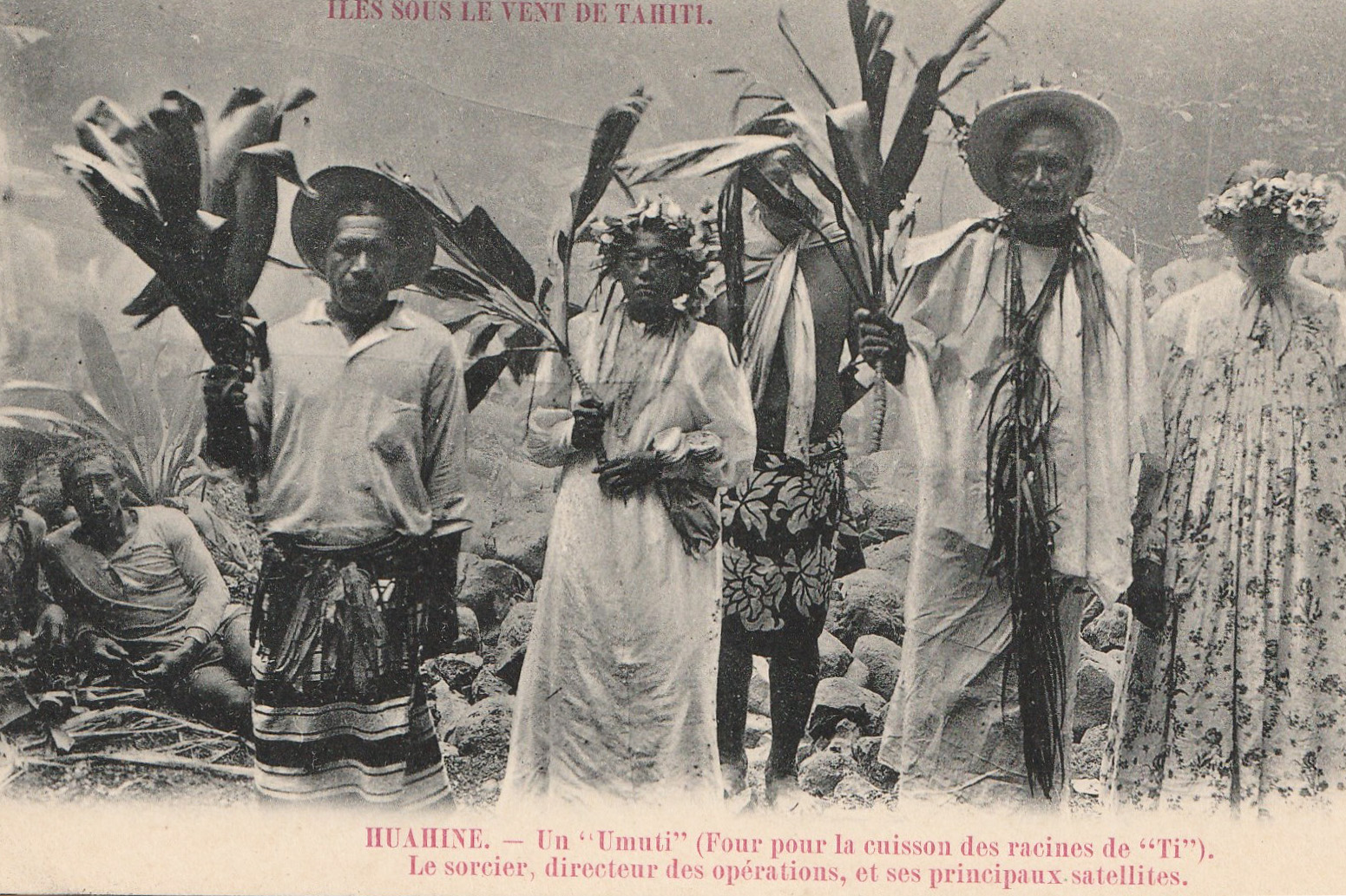
Un Umuti (four pour la cuisson des racines de Ti) à Huahine (Tahiti).

En 2016, Richard Walter (en), un archéologue néo-zélandais de l'Université d'Otago accompagné d'autres archéologues et de membres du peuple Rangitāne (en) ont fouillé une fosse à Hāngi datant des années 1320 à Wairau Bar. Ils y ont trouvé de nombreux restes de nourriture provenant de 61 espèces différents de mammifères, poissons et oiseaux dont notamment des espèces disparues tels que les dinornithiformes ou les aigles géants de Haast. L'équipe de Walter a montré que le procédé de construction était similaire à celui des premiers colons polynésiens et émettent l'hypothèse que ceux-ci auraient apporté la technique du hangi avec eux en Nouvelle-Zélande 
. 

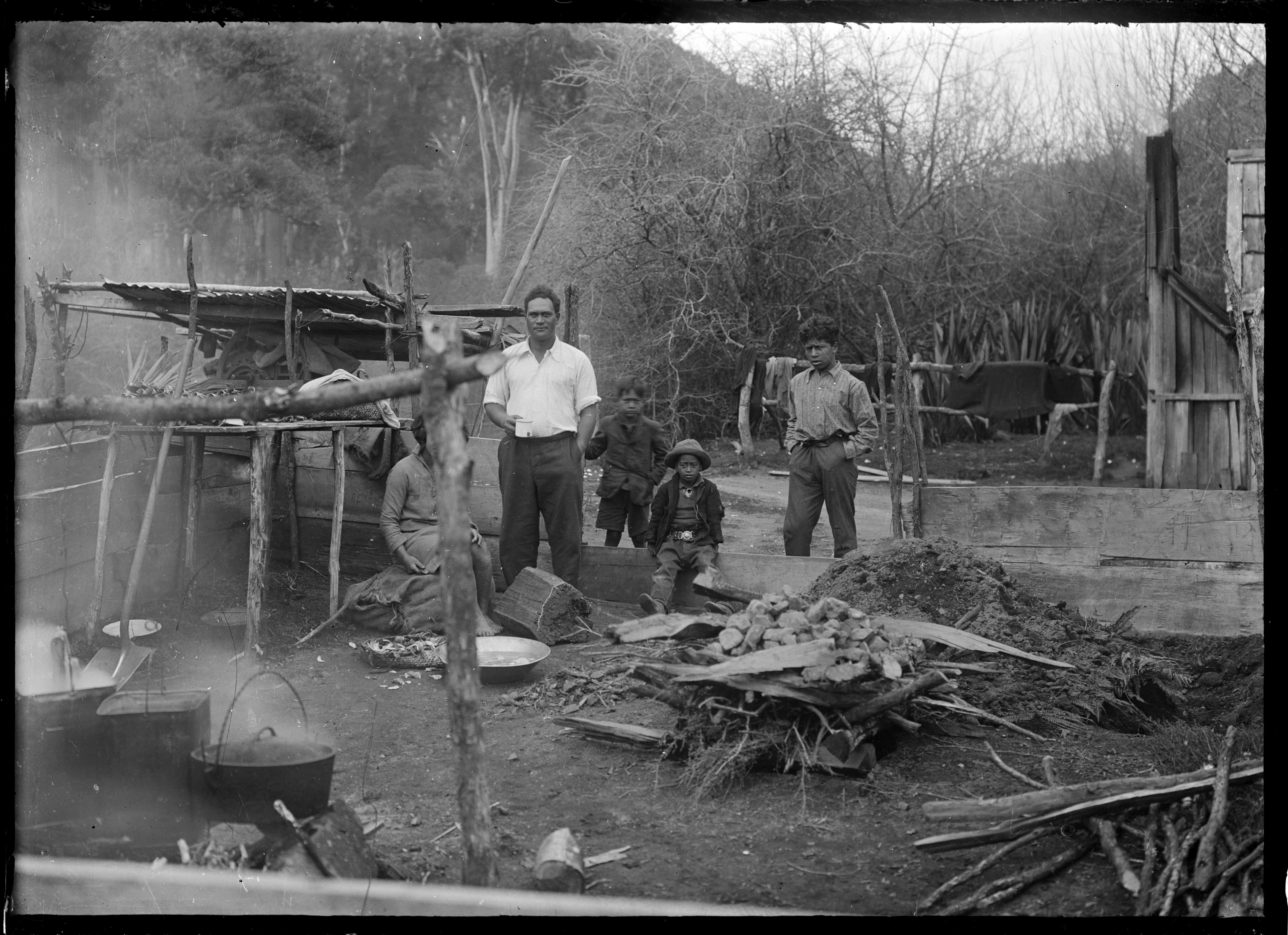
Un groupe d'hommes autour d'un hangi à Te Whaiti dans la Baie de l'Abondance en octobre 1930.

Le hāngi est toujours utilisé pour les grands groupes lors d'occasions spéciales, car il permet de cuire de grandes quantités d'aliments sans avoir besoin d'appareils de cuisson commerciaux. Il est également utilisé par l'industrie de tourisme néo-zélandaise,,. Certaines entreprises essaient d'adapter le hāngi au marché actuel en proposant des formules à emporter. Des entreprises essaient également de recréer des appareils modernes capables de faire office de Hāngi pour l'utilisation à la maison. Enfin certains chefs maoris l'ont intégré dans des recettes et des expérimentations culinaires. Kārena and Kasey Bird ont par exemple imbibé les draps enveloppant la nourriture de vin et ont ajouté des ingrédients différents,. Rewi Spraggon, un chef Maori a utilisé la méthode de cuisson du hāngi pour fabriquer des baozis. 
En janvier 2010, lors de l'inauguration de la nouvelle Cour suprême de Nouvelle-Zélande à Wellington, le prince William de Galles a été invité à découvrir le Hāngi par Anand Satyanand, le gouverneur général de Nouvelle-Zélande de l'époque,.